# 란티스 마츠리
『란티스 마츠리』(란티스 축제・Lantis Festival)는 주식회사 란티스의 창립 10주년을 기념해 2009년 9월 26일과 9월 27일에 후지큐 하이랜드 코니파 포레스트에서 개최되었으며 12월 19일에는 시부야에서 뒷풀이가 열렸다.

## 개요
- 정식 명칭은 10th Anniversary Live 란티스 마츠리。
- 란티스가 관련된 레이블의 아티스트들이 참가했다.

## 출연

### 9월 26일
- 아소 나츠코
- ALI PROJECT
- 이와타 미츠오
- 엔도 마사아키
- 오노 다이스케
- CooRie
- G.Addict（카지 유우키/아베 아츠시/테라시마 타쿠마/호리에 카즈마）
- 시미즈 아이
- JAM Project（카게야마 히로노부/엔도 마사아키/키타다니 히로시/오쿠이 마사미/후쿠야마 요시키）
- 스즈무라 켄이치
- Ceui
- 세나
- 나카하라 마이
- 노미코
- 하타 아키
- 히라노 아야
- marble
- milktub & UR@N
- MOSAIC.WAV
- 모리쿠보 쇼타로
- yozuca*
- Rey

### 9월 27일
- 이토 마스미
- 오가타 메구미
- 카게야마 히로노부
- 쿠리바야시 미나미
- GRANRODEO
- 고토 유코
- 시이나 헤키루
- JAM Project（카게야마 히로노부/엔도 마사아키/키타다니 히로시/오쿠이 마사미/후쿠야마 요시키）
- 신타니 료코
- 스피어
- 치하라 미노리
- 하시모토 미유키
- 하야미 쇼
- 페이란
- 미사토 아키
- 유우키 아이라
- eufonius
- 요정 제국
- Little Non
- LAZY（이노우에 슌지/카게야마 히로노부/타가사키 아키라）

## 공연 리스트

### 9월 26일
1. Victory - JAM Project
2. 강철의 메시아(鋼の救世主)- JAM Project
3. Battle No Limit! - JAM Project
4. Rocks - JAM Project
5. 사쿠라 너에게 M(サクラキミニエム) - yozuca*
6. S.S.D!  - yozuca*
7. Never End Wonderland - 세나
8. TSUBASA - 세나
9. signal! - G.Addict
10. 최강○×계획(最強○×計画) - MOSAIC.WAV
11. Amusement Pack - MOSAIC.WAV
12. 해 봅시다 외 메들리(しちゃいましょう 他メドレー) - 노미코
13. Programming for non-fiction - 아소 나츠코
14. 벚꽃 피는 미래 사랑과 꿈(サクラサクミライコイユメ) - yozuca*×CooRie【콜라보레이션】
15. 거짓말쟁이(ウソツキ) - CooRie
16. 센티멘탈(センチメンタル) - CooRie
17. 아네모네(アネモネ) - 나카하라 마이
18. 비밀 Dolls(秘密ドールズ) - 나카하라 마이×시미즈 아이【콜라보레이션】
19. 기억 장미원(記憶薔薇園) - 시미즈 아이
20. 사령의 관(死霊の館) - 하타 아키
21. 어떻게 하죠?(どうしよう？) - 하타 아키
22. 우화(羽化) - Ceui
23. mellow melody - Ceui
24. BURNING HERO - Rey
25. Rescue Dream! - Rey
26. 환경초인 에코가인더 - Rey×엔도 마사아키【콜라보레이션】
27. Happy Go!! - milktub & UR＠N
28. 키라☆키라(キラ☆キラ) - milktub & UR＠N
29. Carry on - 엔도 마사아키
30. LIFE - 엔도 마사아키
31. violet - marble
32. 유성 레코드(流星レコード) - marble
33. 우리들은 살아 있다(僕たちは生きている) - 이와타 미츠오
34. 귀여운 엉덩이(かわいいオシリ) - 이와타 미츠오
35. Parallel World - 모리쿠보 쇼타로
36. Home sweet home - 모리쿠보 쇼타로
37. 빗소리(雨音) - 오노 다이스케
38. 금목서(キンモクセイ) - 오노 다이스케
39. INTENTION - 스즈무라 켄이치
40. 미토콘드리아(ミトコンドリア)  - 스즈무라 켄이치
41. 성소녀영역(聖少女領域) - ALI PROJECT
42. 전율의 아이들(戦慄の子供たち)  - ALI PROJECT
43. 타천국선전(堕天國宣戦) - ALI PROJECT
44. LOVE★GUN - 히라노 아야
45. Super Driver - 히라노 아야
46. RIOT GIRL - 히라노 아야

### 9월 27일
1. Paradise Lost - 치하라 미노리
2. Tomorrow's chance - 치하라 미노리
3. 순백 생츄어리 - 치하라 미노리
4. BLOOD QUEEN - 미사토 아키
5. 소녀 미로에서 잡아줘(少女迷路でつかまえて) - 미사토 아키
6. 미열S.O.S!!(微熱S.O.S!!)  - 미사토 아키×하시모토 미유키【콜라보레이션】
7. 가을색(秋色) - 하시모토 미유키
8. Glossy:MMM - 橋本みゆき
9. Welcom Toto - 카게야마 히로노부
10. 30years3ounce - 카게야마 히로노부
11. I'm in you - 카게야마 히로노부×페이란【콜라보레이션】
12. 물거품의 작은 새들(泡沫の小鳥達) - 페이란
13. mind as Judgment - 페이란
14. Idea - eufonius
15. 리플렉티아(リフレクティア) - eufonius
16. colorless wind  - 유우키 아이라
17. Blus sky,True sky - 유우키 아이라
18. 투명한 기원(透明な祈り) - 이토 마스미
19. 환청 케이크(空耳ケーキ) - (이토 마스미)
20. Future Stream - 스피어
21. Super Noisy Nova - 스피어
22. 키라리 데이즈(キラリデイズ) - 고토 유코
23. 사랑의 미쿠루 전설 - 고토 유코
24. 칭찬표☆센세이션(ハナマル☆センセイション)  - Little Non
25. bloooomin'  - Little Non
26. CANDY☆POP☆SWEET☆HEART - 신타니 료코
27. MARCHING MONSTER - 신타니 료코
28. Brightness~사랑이라면 너에게만(Brightness～愛なら君だけに) - 하야미 쇼
29. sirius - 하야미 쇼
30. silver rain ～piano version～ - 오가타 메구미
31. Silent decide - 오가타 메구미
32. I don't care - 시이나 헤키루
33. Over Drive - 시이나 헤키루
34. 선혈의 맹세(鮮血の誓い) - 요정제국
35. Patriot Anthem - 요정제국
36. Rumbling hearts - 쿠리바야시 미나미
37. Crystal Energy - 쿠리바야시 미나미
38. 날개는 Pleasure Line(翼はPleasure Line) - 쿠리바야시 미나미
39. Burn - LAZY
40. 느끼는 Knight(感じてKnight) - LAZY
41. modern strange cowboy - GRANRODEO
42. Once & Forever - GRANRODEO
43. Darlin' - GRANRODEO
44. GONG - JAM Project
45. 아랑~SAVIOR IN THE DARK~(牙狼～SAVIOR IN THE DARK～) - JAM Project
46. 레스큐 파이어(レスキュー・ファイアー) - JAM Project
47. SKILL - JAM Project

## 후야제
12월 19일에 Shibuya O-EAST에서 행해진 이벤트로 3부 구성으로 이루어졌다.

### 출연
- 엔도 마사아키
- 오가타 메구미
- 카게야마 히로노부
- 키타다니 히로시
- CooRie
- 쿠리바야시 미나미
- 하시모토 미유키
- 하야미 쇼
- 페이란
- 미사토 아키
- milktub

### 공연 리스트

#### 제 1부
1. 아코기는 두 사람의 여행이다(アコギな二人旅だぜ) - 카게야마 히로노부×엔도 마사아키
2. 바보 Go Home(バカ・ゴー・ホーム) - milktub
3. 레스큐 체조(レスキュー体操) - 키타다니 히로시
4. All I can do is singing for you - 페이란
5. 그대가 하늘이었어(君が空だった)  - 미사토 아키
6. 그대가 바라는 영원(君が望む永遠) - CooRie×쿠리바야시 미나미
7. 별들의 서라운드(星屑のサラウンド) - CooRie
8. Voice - 하시모토 미유키
9. 인어공주(人魚姫) - 쿠리바야시 미나미
10. Agape - 오가타 메구미
11. monsoon - 하야미 쇼
12. CLOWN - 엔도 마사아키
13. Young & Innocent - 카게야마 히로노부

#### 제 2부
출연자 전원과 란티스 사원들 간의 토크쇼. 그 옆에서 피아노 반주(이노우에 슌지)로 다음의 곡들이 불렸다.
1. 환청 케이크(空耳ケーキ) - rino
2. 벚꽃 가득한 세상으로(サクラ アマネク セカイ) - 하시모토 미유키
3. 하레하레 유카이 - milktub

#### 제 3부
메들리 형식으로 다음의 곡들이 불렸다.
1. MAKE ME HAPPY - milktub
2. 사랑의 미쿠루 전설 - 오가타 메구미×milktub
3. silent decide - 오가타 메구미
4. sirius - 하야미 쇼
5. 각성~Brave Mind~(覚醒) - 키타다니 히로시
6. Scarlet Bomb - 미사토 아키
7. mind as Judgment - 페이란
8. 날개는 Pleasure Line(翼は Pleasure Line) - 페이란×쿠리바야시 미나미
9. 산타클로스에게 예약을!(サンタクロースに予約して！) - 미사토 아키×하시모토 미유키×CooRie
10. 파르토넬(パルトネール) - CooRie
11. Glossy:MMM - 하시모토 미유키
12. 언리얼♡파라다이스(あんりある♡パラダイス) - 쿠리바야시 미나미
13. 환경초인 에코가인더(環境超人エコガインダー) - 엔도 마사아키
14. FIRE WARS - 카게야마 히로노부

#### 앵콜
1. 란티스 조곡 - All Artist
2. HERO - All Artist

## 라디오
A&G 초RADIO SHOW〜아니스파!〜내에서 2009년 8월 22일〜2009년 9월 19일간「마츠리다! 마츠리다! 란티스 마츠리다!」가 방송되었다. 퍼스널리티는 엔도 마사아키와 하시모토 미유키였다.

## 관련 CD
Lantis 10th anniversary Best

## 서적
2009년 12월 18일에 주부의 벗을 통해「란티스 마츠리 LIVE 사진집 －그 뜨거운 2일간을 잊지 않겠어－」가 발매되었다.

## 수상
- 제 39회 후지 산케이 그룹 광고 대상 이벤트 부분 우수상

## 같이 보기
- 란티스